# Округ Хамилтон (Канзас)
Округ Хамилтон (енгл. Hamilton County) је округ у америчкој савезној држави Канзас. По попису из 2010. године број становника је 2.690. Седиште округа је град Сиракјуз.

## Демографија
Према попису становништва из 2010. у округу је живело 2.690 становника, што је 20 (0,7%) становника више него 2000. године.
| Група             | 2000.         | 2010.         |
| Белци             | 2.059 (77,1%) | 1.801 (67,0%) |
| Афроамериканци    | 13 (0,5%)     | 8 (0,3%)      |
| Азијати           | 15 (0,6%)     | 7 (0,3%)      |
| Хиспаноамериканци | 550 (20,6%)   | 827 (30,7%)   |
| Укупно            | 2.670         | 2.690         |